# 備前喜夫
備前 喜夫（びぜん よしお、1933年10月9日 - 2015年9月7日）は、広島県尾道市出身のプロ野球選手（投手）。引退後は広島東洋カープコーチ、二軍監督、スカウトを務めた。旧姓は大田垣（おおたがき）。

## 経歴
尾道西高校（現・尾道商業高校）では、エースとして木織武美とバッテリーを組む。1951年夏の甲子園予選西中国大会決勝に進むが、下関西高に惜敗、甲子園出場を逸する。同年秋の広島国体に出場、2回戦（初戦）で岡山東高の秋山登と投げ合い1-0で完封勝ち。準々決勝に進むが芦屋高の植村義信にノーヒットノーランを喫し0-1で敗退。木織以外のチームメートに控え投手の榊原盛毅をはじめ原田信吉、菊地博仁がおり、3人とも広島カープに入団している。
1952年に創設3年目の広島カープに入団。契約金は10万円。当時の広島県内の有力選手は、影響力が強かった広島球団後援会の援助をプロ入り前から受けており、大田垣も「他のチームに行ったら承知しない」と脅されていたという。
オープン戦で好投し、3月21日の対松竹ロビンス戦に新人ながら開幕投手として初登板、完投勝利を飾る。当時のエース・長谷川良平は中日移籍騒動があり、結局は残留したものの広島に戻ったのが3月20日で、開幕に調整が間に合わなかったことから、大田垣に白羽の矢が立ったものであった。18歳5ヶ月での開幕戦勝利は、現在もプロ野球史上最年少記録である。2リーグ制以降、開幕投手を務めた高卒新人は大田垣、梶本隆夫、牧野伸と3人いるが、9回完投したのも大田垣一人である（2013年まで）。また、広島は前年も新人の杉浦竜太郎が開幕投手を務めて完投勝利を挙げており、2年連続で新人が開幕完投勝利を収めるという珍しい記録を作った。また、1990年に佐々岡真司が38年ぶりに新人の初登板初勝利を記録するまで、広島の新人で初登板初勝利を挙げたのも長らくこの2人のみであった。同年大田垣は新人ながら主戦投手として23試合に先発して、規定投球回（180回）を達成。防御率4.30は投手成績最下位（19位）であったが、チーム3位となる7勝を重ねて球団初の最下位脱出に貢献した。
翌1953年には長谷川に次ぐ13勝を挙げるが敗戦も20を数え、この年から5年連続で2桁勝利を挙げるものの、1956年も22敗と2度の年間20敗を記録している。しかし、備前家の婿養子となって姓が変わり、背番号も16番に変更した1957年には20勝（13敗）を記録した。1959年は17勝を挙げリーグ5位の防御率2.19を記録するが、自身3度目の年間20敗となった。またこの年には、ルーキーだった王貞治にシーズン本塁打7本のうち2本を献上している。この間、オールスター戦に2回出場（1956年、1959年）しているが、いずれも年間20敗を記録したシーズンであった。
小柄な体格からか、やや体力に乏しかったともいわれ怪我が多く、1勝に終わった1962年限りで現役を引退した。

### 引退後
引退後は広島の投手コーチや二軍監督を歴任したのち、1977年からスカウトに転身。1979年途中からは二軍監督に復帰し、若手を育成しながら勝つ教育を注入し、1981年まで務めた。1982年からは再びスカウトとなり、1987年にはチーフスカウトに就任。計25年間に亘りスカウトとして活躍し、ドミニカのカープアカデミー開設にも尽力した。広島球団草創期に在籍した選手のうち、広島一筋に半世紀もの間、一度も球団から離れることのなかった唯一の人物である。現在の広島のコーチ・主力選手には、スカウトとしてほぼ全員と関わっている。2002年退団。
2015年9月7日に肺炎のため死去。81歳没。

## 選手としての特徴・エピソード
身長170センチ、体重60キロと小柄ながら、強いリストを効かしたキレのいい直球に、縦に大きく割れるカーブと石本秀一監督直伝といわれるシンカーで、長谷川良平と並んでエースとして草創期の弱小カープを支えた。特にシンカーは、藤村富美男に「手が腫れるから打ちとうない」と言わせるほどの威力があり、シンカーというよりシュートに近い球を投げていたものと思われる。
また、子鹿のように飛び跳ねるピッチングフォームから「バンビ」というニックネームで親しまれた。
1957年に背番号を「14」から「16」に変更した。これは直近2年と自己最高成績が背番号「14」での13勝止まりだったことから「背番号を16に変えれば15勝はいける」という験担ぎだった。そして変更した1957年に6年目にして初の20勝を挙げた。またこの年から、「大田垣」から夫人の姓である「備前」に改姓していた。

## 詳細情報

### 年度別投手成績
| 年 度      | 球 団      | 登 板 | 先 発 | 完 投 | 完 封 | 無 四 球 | 勝 利 | 敗 戦 | セ 丨 ブ | ホ 丨 ル ド | 勝 率 | 打 者 | 投 球 回 | 被 安 打 | 被 本 塁 打 | 与 四 球 | 敬 遠 | 与 死 球 | 奪 三 振 | 暴 投 | ボ 丨 ク | 失 点 | 自 責 点 | 防 御 率 | W H I P |
| ---------- | ---------- | ----- | ----- | ----- | ----- | -------- | ----- | ----- | -------- | ----------- | ----- | ----- | -------- | -------- | ----------- | -------- | ----- | -------- | -------- | ----- | -------- | ----- | -------- | -------- | ------- |
| 1952       | 広島       | 43    | 23    | 5     | 0     | 1        | 7     | 17    | --       | --          | .292  | 770   | 180.0    | 186      | 8           | 60       | --    | 4        | 42       | 5     | 0        | 98    | 86       | 4.30     | 1.37    |
| 1953       | 広島       | 49    | 26    | 3     | 1     | 1        | 13    | 20    | --       | --          | .394  | 1066  | 249.0    | 282      | 9           | 62       | --    | 6        | 82       | 2     | 1        | 130   | 105      | 3.80     | 1.38    |
| 1954       | 広島       | 30    | 21    | 9     | 1     | 2        | 10    | 10    | --       | --          | .500  | 704   | 170.1    | 198      | 14          | 33       | --    | 2        | 54       | 1     | 1        | 83    | 73       | 3.84     | 1.36    |
| 1955       | 広島       | 45    | 31    | 15    | 2     | 2        | 13    | 18    | --       | --          | .419  | 1173  | 290.0    | 270      | 11          | 64       | 5     | 5        | 101      | 0     | 0        | 106   | 82       | 2.54     | 1.15    |
| 1956       | 広島       | 48    | 30    | 9     | 3     | 2        | 13    | 22    | --       | --          | .371  | 1006  | 247.0    | 219      | 18          | 61       | 7     | 5        | 112      | 4     | 1        | 110   | 86       | 3.13     | 1.13    |
| 1957       | 広島       | 51    | 34    | 11    | 2     | 2        | 20    | 13    | --       | --          | .606  | 1044  | 258.2    | 225      | 9           | 61       | 4     | 4        | 128      | 0     | 0        | 95    | 72       | 2.50     | 1.11    |
| 1958       | 広島       | 29    | 13    | 5     | 1     | 1        | 9     | 10    | --       | --          | .474  | 541   | 135.0    | 121      | 5           | 30       | 2     | 1        | 52       | 1     | 0        | 44    | 36       | 2.40     | 1.12    |
| 1959       | 広島       | 55    | 35    | 18    | 6     | 5        | 17    | 20    | --       | --          | .459  | 1162  | 291.2    | 259      | 16          | 67       | 5     | 5        | 153      | 2     | 0        | 86    | 71       | 2.19     | 1.12    |
| 1960       | 広島       | 33    | 17    | 2     | 2     | 0        | 7     | 8     | --       | --          | .467  | 509   | 127.0    | 106      | 7           | 40       | 7     | 1        | 45       | 0     | 0        | 30    | 22       | 1.56     | 1.15    |
| 1961       | 広島       | 40    | 11    | 0     | 0     | 0        | 5     | 8     | --       | --          | .385  | 480   | 118.2    | 101      | 5           | 39       | 3     | 3        | 42       | 1     | 0        | 42    | 35       | 2.65     | 1.18    |
| 1962       | 広島       | 23    | 6     | 1     | 0     | 0        | 1     | 3     | --       | --          | .250  | 229   | 52.0     | 69       | 1           | 5        | 0     | 2        | 24       | 0     | 0        | 35    | 30       | 5.19     | 1.42    |
| 通算：11年 | 通算：11年 | 446   | 247   | 78    | 18    | 16       | 115   | 149   | --       | --          | .436  | 8684  | 2119.1   | 2036     | 103         | 522      | 33    | 38       | 835      | 16    | 3        | 859   | 698      | 2.96     | 1.21    |

- 各年度の太字はリーグ最高

### 記録
初記録
- 初登板・初勝利：1952年3月21日、対松竹ロビンス1回戦（呉二河球場）

その他の記録
- オールスターゲーム出場：2回 （1956年、1959年）

### 背番号
- 14 （1952年 - 1956年）
- 16 （1957年 - 1962年）
- 63 （1963年）
- 64 （1964年）
- 65 （1965年 - 1967年）
- 62 （1968年 - 1974年）
- 68 （1979年 - 1981年）

### 登録名
- 大田垣 喜夫 （おおたがき よしお、1952年 - 1956年）
- 備前 喜夫 （びぜん よしお、1957年 - 1981年）